# 1938 год в театре
1938 год в театре

## Знаменательные события
В Барнауле организована бригада актёров-кукловодов, впоследствии — Алтайский государственный театр кукол «Сказка».

## Персоналии

### Родились
- 3 января — Лазарев, Александр Сергеевич, советский и российский актёр театра и кино, народный артист РСФСР
- 6 января — Челентано, Адриано, итальянский актёр, певец, композитор и режиссёр
- 17 января — Краснянский, Ян Семёнович, актёр театра и кино, заслуженный артист России
- 25 января — Высоцкий, Владимир Семёнович, русский советский поэт и прозаик, музыкант, актёр, бард
- 31 января – Игорь Крупенко, оперный певец. Заслуженный артист Украины.
- 15 февраля — Зотов, Валерий Васильевич, советский и российский актёр театра и кино, заслуженный артист РСФСР
- 26 февраля — Дрознин, Андрей Борисович, советский и российский актёр театра и кино, театральный педагог, заслуженный деятель искусств Российской Федерации
- 1 марта — Брондуков, Борислав Николаевич, актёр театра и кино, народный артист Украинской ССР
- 26 марта — Яна Главачова, народная артистка Чехословакии
- 31 марта — Збруев, Александр Викторович, советский и российский актёр театра и кино, народный артист РСФСР
- 17 апреля — Нуреев, Рудольф Хаметович, танцовщик балета
- 26 апреля — Резникович, Михаил Иерухимович, советский и украинский театральный режиссёр, художественный руководитель Национального академического театра русской драмы имени Леси Украинки в Киеве, академик, соучредитель Академии искусств Украины
- 17 мая — Падве, Ефим Михайлович, театральный режиссёр
- 8 июля — Мягков, Андрей Васильевич, советский и российский актёр театра и кино, народный артист РСФСР
- 9 июля — Ахеджакова, Лия Меджидовна, советская и российская актриса театра и кино, народная артистка России
- 14 июля — Ефремов, Сергей Иванович, советский и украинский театральный режиссёр, художественный руководитель Киевского муниципального академического театра кукол, почётный президент Украинского центра Международного Союза кукольных театров UNIMA-Украина, Народный артист Украины
- 17 августа — Левенталь, Валерий Яковлевич, театральный художник, сценограф, народный художник СССР, лауреат Госпремии РФ
- 16 октября — Балакин, Олег Александрович, советский и российский актёр театра и кино, заслуженный артист РСФСР
- 20 сентября — Галко, Александр Григорьевич, советский и российский актёр театра и кино, народный артист России
- 25 сентября — Федосеева-Шукшина, Лидия Николаевна, советская и российская актриса театра и кино, народная артистка РСФСР
- 28 сентября — Голобородько, Александр Александрович, советский и российский актёр театра и кино, народный артист РСФСР
- 2 октября — Крылова, Людмила Ивановна, советская и российская актриса театра и кино, заслуженная артистка РСФСР
- 25 октября — Сёмина, Тамара Петровна, советская и российская актриса театра и кино, народная артистка РСФСР
- 21 декабря — Кольцова, Мира Михайловна, советская балерина, народная артистка СССР
- 27 декабря — Комлева, Габриэла Трофимовна, советская балерина, балетмейстер, педагог, Народная артистка СССР

### Скончались
- 19 марта — Людвиг Вюльнер, немецкий камерный и оперный певец (баритон, тенор), драматический актёр и мелодекламатор.
- 12 апреля — Шаляпин, Фёдор Иванович, русский оперный певец (бас).
- 29 июля — Йохан Фальстрём, норвежский актёр, театральный деятель.
- 13 сентября — Ситдик Ханифеевич Айдаров, татарский советский актёр, оперный певец.
- 16 октября — Блюменталь-Тамарина, Мария Михайловна, российская и советская актриса театра и кино, народная артистка СССР.